# 505e régiment de chars de combat
Pour les articles homonymes, voir 505e régiment.
Le 505e régiment de chars de combat (ou 505e RCC) est une unité militaire de chars de combat. Créé en 1918 pendant la Première Guerre mondiale, il est dissous en 1939 au début de la Seconde Guerre mondiale.

## Création et différentes dénominations
- 1916 : création de l'artillerie d'assaut
- 1918 : création du 505e régiment d’artillerie spéciale (505e RAS)
- 1920 : devient le 505e régiment de chars de combat (505e RCC)
- 1929 : dissolution.
- 1929 : nouvelle création du 505e RCC, à partir du 512e RCC
- 1939 : dissolution

## Chefs de corps
- 1932 - 1936 : Charles Delestraint[1]

## Historique des garnisons, combats et batailles

### Première Guerre mondiale

#### 1918

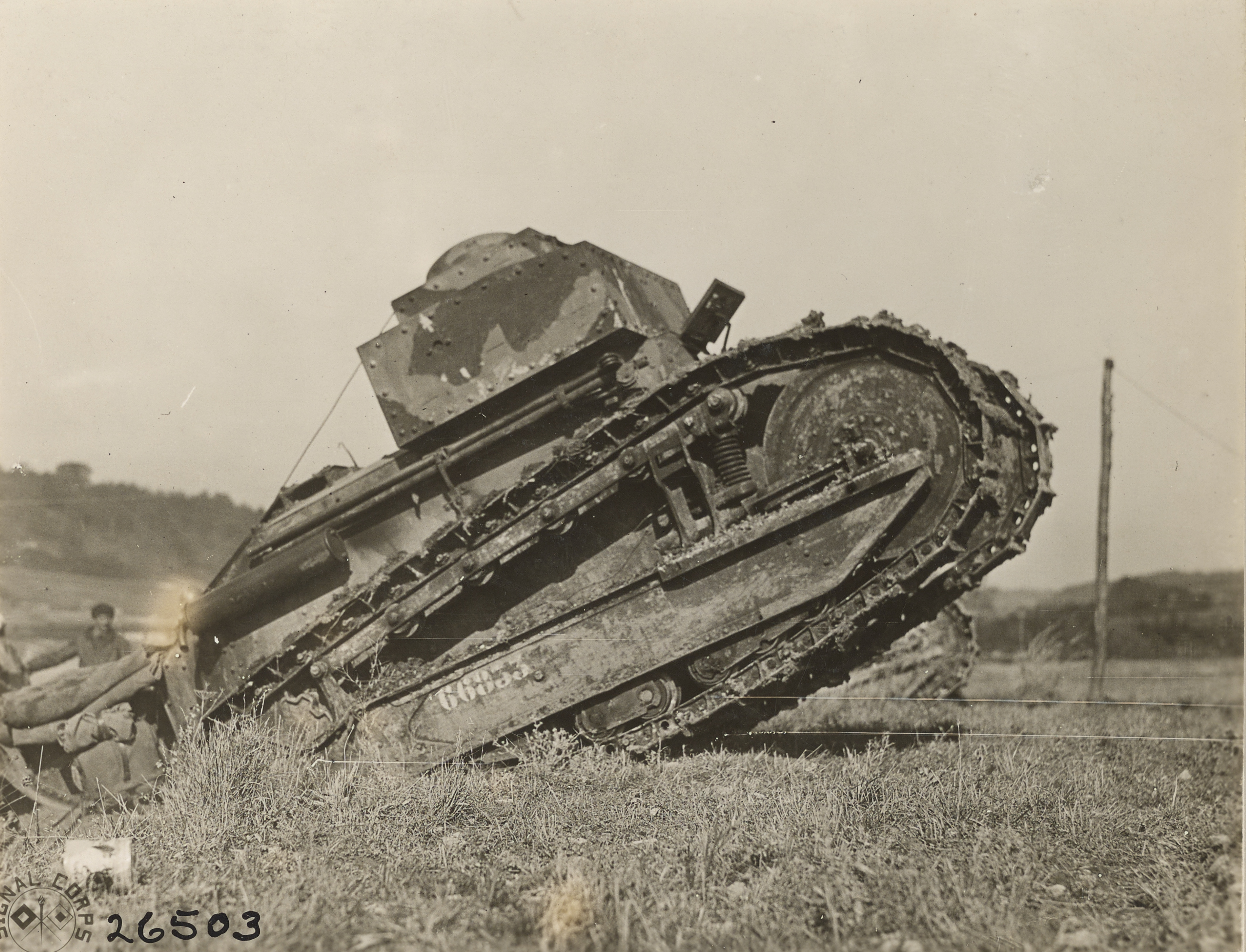
Renault FT TSF de l'AS 337 du 13e bataillon du régiment à Rampont le 10 octobre 1918.

Créé par ordre général du 20 juillet 1918, le 505e RAS est en formation au camp de Cercottes depuis le 20 juin. Il est constitué de trois bataillons de chars Renault FT :
- 13e bataillon : compagnies AS 337, 338 et 339.
- 14e bataillon : compagnies AS 340, 341 et 342.
- 15e bataillon : compagnies AS 343, 344 et 345.

Le groupement X de chars Saint-Chamond est affecté au régiment le 12 août mais ne le rejoindra finalement pas.

### Entre-deux-guerres
Le régiment est en garnison à Rennes à partir de septembre 1919 puis à Vannes de 1922 à 1939. Le 505e RCC est dissous en 1929 mais est immédiatement recréé, dans la même garnison, en 1929.

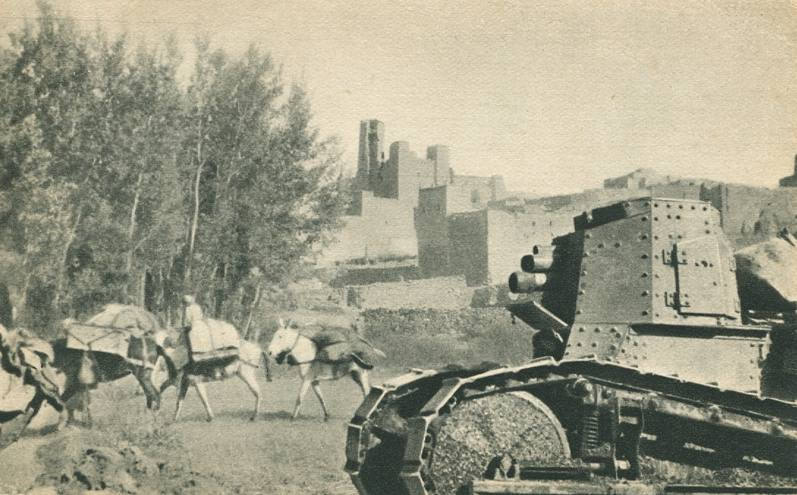
Automoteur Renault FT BS de la 337e compagnie, envoyée au Maroc de 1920 à 1922.
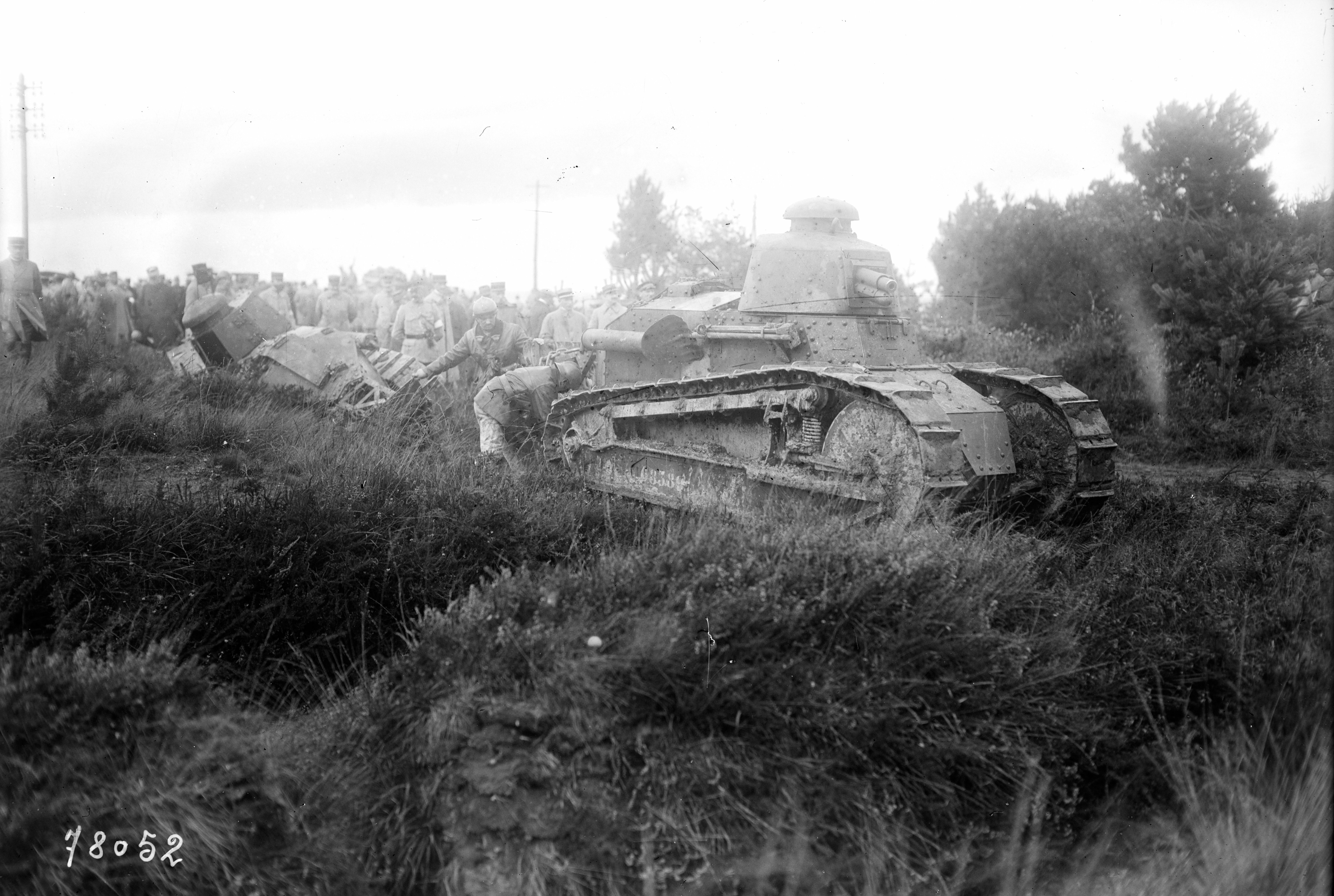
Chars Renault FT du 505e RCC lors des grandes manœuvres de Coëtquidan en septembre 1922.
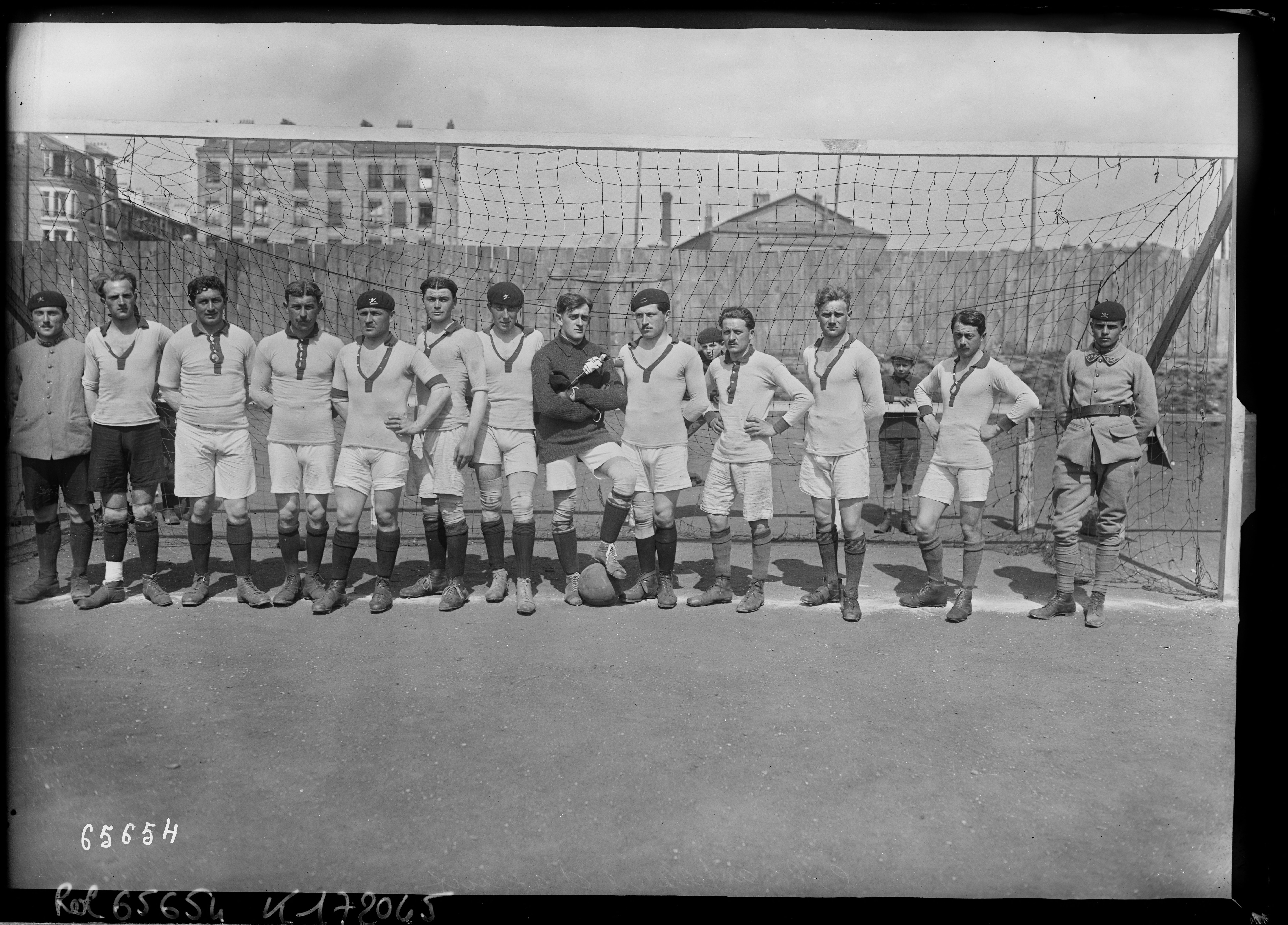
Équipe de football du 505e RCC, 1921.
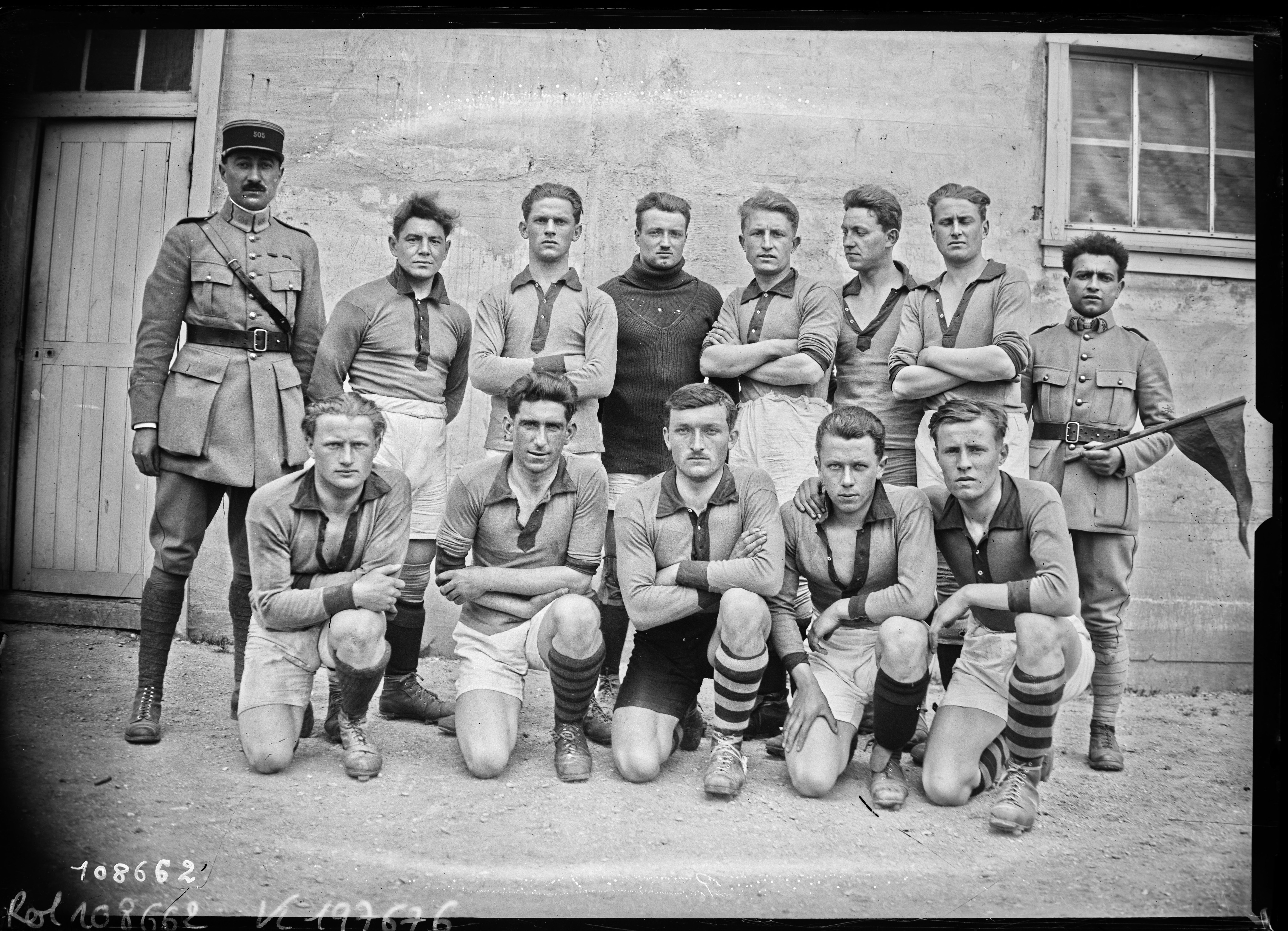
Équipe de football du 505e RCC, 1926.

### Seconde Guerre mondiale

#### 1939
Lors de sa dissolution fin août - début septembre 1939, le 505e RCC donne naissance à quatre bataillons de chars de combat qui seront affectés aux groupes de bataillons de chars (GBC) no 505 et no 515 comme suit :
- GBC 505 du lieutenant-Colonel Hudry
  - 14e bataillon de chars de combat (45 chars H39)
  - 27e bataillon de chars de combat (45 chars H39)
- GBC 515
  - 13e bataillon de char de combat (45 chars H39)
  - 35e bataillon de char de combat (45 chars R35)

Le GBC 505 est dissous en août 1939 afin de permettre la formation de la 4e demi-brigade de chars légers du lieutenant-colonel Goîhen, qui opère au sein de la 2e DCR.

##### Historique des14eet27eBCC
(septembre 2022).
La mise en forme du texte ne suit pas les recommandations de Wikipédia : il faut le « wikifier ».
Les points d'amélioration suivants sont les cas les plus fréquents. Le détail des points à revoir est peut-être précisé sur la page de discussion.
- Les titres sont pré-formatés par le logiciel. Ils ne sont ni en capitales, ni en gras.
- Le texte ne doit pas être écrit en capitales (les noms de famille non plus), ni en gras, ni en italique, ni en « petit »…
- Le gras n'est utilisé que pour surligner le titre de l'article dans l'introduction, une seule fois.
- L'italique est rarement utilisé : mots en langue étrangère, titres d'œuvres, noms de bateaux, etc.
- Les citations ne sont pas en italique mais en corps de texte normal. Elles sont entourées par des guillemets français : « et ».
- Les listes à puces sont à éviter, des paragraphes rédigés étant largement préférés. Les tableaux sont à réserver à la présentation de données structurées (résultats, etc.).
- Les appels de note de bas de page (petits chiffres en exposant, introduits par l'outil «  Source ») sont à placer entre la fin de phrase et le point final[comme ça].
- Les liens internes (vers d'autres articles de Wikipédia) sont à choisir avec parcimonie. Créez des liens vers des articles approfondissant le sujet. Les termes génériques sans rapport avec le sujet sont à éviter, ainsi que les répétitions de liens vers un même terme.
- Les liens externes sont à placer uniquement dans une section « Liens externes », à la fin de l'article. Ces liens sont à choisir avec parcimonie suivant les règles définies. Si un lien sert de source à l'article, son insertion dans le texte est à faire par les notes de bas de page.
- La présentation des références doit suivre les conventions bibliographiques. Il est recommandé d'utiliser les modèles {{Ouvrage}}, {{Chapitre}}, {{Article}}, {{Lien web}} et/ou {{Bibliographie}}. Le mode d'édition visuel peut mettre en forme automatiquement les références.
- Insérer une infobox (cadre d'informations à droite) n'est pas obligatoire pour parachever la mise en page.

Pour une aide détaillée, merci de consulter Aide:Wikification.
Si vous pensez que ces points ont été résolus, vous pouvez retirer ce bandeau et améliorer la mise en forme d'un autre article.
La mobilisation rappelle à Vannes tous les anciens du 505e où s’organisent des bataillons formant corps. Le 505e ne combattra pas sous son écusson. Les 14e et 17e  bataillons sont de suite dirigés sur la Sarre, secteur de la Nied. D'autres bataillons suivent et sont envoyés aux armées.
Au cours de l'hiver, la plupart des bataillons en provenance du 505e sont regroupés autour du camp de Mourmelon.

#### 1940
12 mai :  c'est la guerre active. Les premiers bataillons arrivent à hauteur de la Belgique. Ils subissent le gros choc : écharpés, ils se retirent jusqu'à Dunkerque. D'autres bataillons, en particulier le 14e et le 27e, sont transportés par chemins de fer dans la région de Saint Quentin. Ils sont immédiatement engagés et ne cesseront de se battre que pour s'arrêter sur la ligne de démarcation
15 au 30 mai :  Canal de la Sambre, l'Oise ; Vendeuil, Moy, Origny, Hauteville, Tupigny, Boué. Le 14e bataillon dans une défense héroïque, perd les trois-quarts de ses équipages. Le 27e bataillon, reformé en batailon le 14/27, par des contre-attaques réitérées, rétablit un nouveau front.
2 au 5 juin : Attaque d'Abbeville avec les Écossais : le Camp César, Zaleux, Menil-Trois-Fetus, Valines. Les chars réussissent une percée d'une dizaine de kilomètres.
6 au 11 juin :  Combats en retraite au Nord et au Sud de Paris : La Verrière, Oix, Rotangy
15 au 21 juin : Combats de la Loire : Boisseaux, Jarjeau, passage forcé du pont.
Le Cher, ligne de démarcation. Dernier combat du bataillon 14/27.

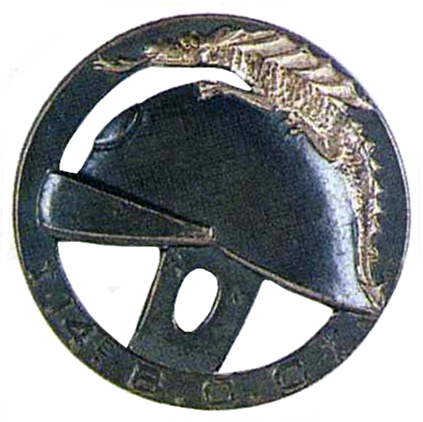
14e BCC
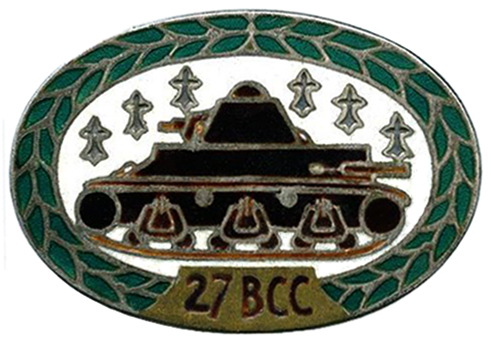
27e BCC

## Traditions

### Insigne
La salamandre fut le premier symbole adopté par les groupes de chars I et II en janvier 1917. Il fut remplacé dès septembre 1917 par le heaume sur les canons croisés imposé par le général Estienne pour symboliser "l'artillerie d'assaut" qu'il venait de créer. Le champ d'hermine évoque la Bretagne et la ville de Vannes où le régiment était en garnison de 1929 à 1939.

### Étendard
Il porte, cousues en lettres d'or dans ses plis, les inscriptions suivantes :
- Saint-Mihiel 1918
- Montfaucon 1918

L'étendard est tissé en 1920 et remis au régiment le 14 juillet 1920. Lorsque le 505e RCC est dissous en septembre 1939, l'étendard est remis au 505e dépôt des chars de combat, qui reste à Vannes. À l'approche des Allemands, le 21 juin 1940, le drapeau est découpé en cinquante fragments repartis entre les officiers français présents au dépôt.
Les fragments sont regroupés au retour de captivité des officiers en 1946-1947. Les 41 fragments non perdus sont rassemblés et le drapeau est recousu et remis au musée de l'Armée le 20 mai 1947.

### Citation
« Malgré des pertes sévères a réussi à maintenir en avant des vagues d'assaut, attaquant et réduisant de nombreux centres de résistance, facilitant ainsi l'infanterie américaine sur plusieurs kilomètres de profondeur, une rapide progression à travers les lignes ennemies »

— Citation 1918 (AS 5)

### Décorations
En 1939, la 3e compagnie, héritière de l'AS 5 décorée de la croix de Guerre 1914-1918 avec deux palmes, portait la fourragère aux couleurs de cette croix de guerre[réf. souhaitée].
Les 13e, 14e et 15e bataillons ont été cités à l'ordre de l'armée.
L'étendard du régiment porte la croix de guerre 1914-1918.

### Refrain
« N'importe quand, sur n'importe quoi, contre n'importe qui. »

## Personnalités ayant servi au sein du régiment
- Charles Delestraint
- François Faure

## Sources et bibliographie
- Général Andolenko, Historique de l'Arme Blindée et de la Cavalerie, Paris, 1968, Éditions Eurimprim.
- Militaria no 316
- Historique du 505e régiment d'artillerie d'assaut, Rennes, F. Simon, 1920, 36 p., lire en ligne sur Gallica.
- Drapeaux et Étendards de Régiments Normands et Bretons, X.Pringuet, édition du Comité de Liaison Inter fédérale des Amicales Régimentaires